# Spindasis minima
Spindasis minima är en fjärilsart som beskrevs av Butler 1901. Spindasis minima ingår i släktet Spindasis och familjen juvelvingar. Inga underarter finns listade i Catalogue of Life.